# Country Girl
A Country Girl Olivia Newton-John  1998-ban az anglia EMI Records kiadónál megjelent, válogatás CD lemeze, mely Olivia 1971 és 1975 közötti időszakának főként folk és country sikereit tartalmazza.

## Az album dalai
- Love Song
- Banks of the Ohio
- If Not For You
- If You Could Read My Mind
- Lullaby
- It's So Hard To Say Goodbye
- Winterwood
- What Is Life
- Changes
- Living In Harmony
- If We Only Have Love
- Take Me Home Country Roads
- I Honestly Love You
- Music Makes My Day
- Rosewater
- Let Me Be There
- Please Mr Please
- Air That I Breathe
- If You Love Me, Let Me Know
- Have You Never Been Mellow

## Kiadás
- EMI Records 7243 4 94970 2 3, U.K.